# Sternsaugnapf-Zwergkrake
Der Sternsaugnapf-Zwergkrake (Octopus wolfi), auch bekannt als „Sternsauger“, „Pygmäenkrake“ oder „Pygmäentintenfisch“, ist ein Kopffüßer aus der Gattung der Oktopusse. Er ist der kleinste Krake, der bisher entdeckt wurde. Beschrieben wurde die Art erstmals 1913 von dem deutschen Zoologen Gerhard Wülker.

## Merkmale

### Anatomie
Octopus wolfi erreicht eine Gesamtlänge von circa 30 Millimetern. Die Mantellänge beträgt 16 Millimeter. Er hat einen breiten Kopf und einen plump wirkenden Rumpf. Der Körper ist breit und stämmig. Er endet in einer eckig breiten Form und ist nach hinten nur mäßig verjüngt.
Die Tentakel sind sehr kurz und unterschiedlich lang. Gemessen vom Mund bis zur Armspitze ist das dritte und vierte Armpaar mit 19 Millimetern am längsten und das erste Armpaar mit 17 Millimetern am kürzesten. An jedem Arm befinden sich 25 Saugnäpfe, die in zwei Reihen angeordnet sind. An ihrer Basis sind sie jedoch nur einreihig und bilden einen Kranz aus acht Saugnäpfen rund um die Mundöffnung. Über diesen Basisnäpfen befinden sich zwei unpaare Näpfe, die in sehr ebenmäßige Zweierreihen übergehen. Die Männchen besitzen sternförmige Saugnäpfe mit fransenartigen Rändern. Dieses Merkmal ist einzigartig in der Familie der Kraken. Der rechte dritte Arm des Männchens bildet den Hectocotylus, der gut entwickelt ist. Die saugnapftragende Fläche ist etwa 3,5 Millimeter breit. Die Spermatophorenrinne ist etwa 2 Millimeter breit und deutlich sichtbar. An der Spitze befindet sich eine ebenfalls gut entwickelte Ligula. Sie ist löffelförmig und läuft am Ende spitz zu. Die Ligula ist 2 Millimeter lang und weist etwa 10 Querfalten auf.
Das Trichterorgan ist breit und konisch. Es reicht bis in den Zwischenraum der ventralen Arme. Anale Klappen und ein Tintenbeutel sind vorhanden.

### Aussehen
Octopus wolfi hat eine fast quadratische Körperform und kurze Arme. Er besitzt eine dunkelweinrote Färbung, die schwach ins Violette übergeht. Wie alle Echten Kraken kann Octopus maya sein Aussehen der Umgebung anpassen. Diese Tarnung ist eine Kombination aus verschiedenen Chromatophoren und einer Veränderung der Hauttextur. Die Art hat braune und rote Chromatophoren, kann aber auch weiße Muster erzeugen.
Die Haut ist bedeckt mit zahlreichen rötlichen, warzenartigen Papillen von unterschiedlicher Größe. Auf dem Rücken befinden sich einige Querfalten. Um die Augen herum befinden sich ebenfalls Falten, die nach der Augenöffnung konvergieren.
Einzigartig bei den echten Kraken sind die sternartigen Saugnäpfe an den Tentakelenden der geschlechtsreifen Männchen. Über dieses namensgebende Merkmal ist bisher nichts bekannt. Man vermutet aber, das sie eine Rolle bei der Fortpflanzung spielen.

## Lebensraum
Der Sternsaugnapf-Zwergkrake lebt im Indopazifik, außer um die Hawaiianischen Inseln herum. Nachgewiesen wurde die Art vom Roten Meer ostwärts bis nach Tahiti, den Philippinen südwärts bis zum Great Barrier Reef und Neukaledonien, in Tiefen zwischen 0 und 30 Metern. Die Art lebt ausschließlich im Salzwasser. Den häufigsten Lebensraum bilden Korallenriffe. Man findet die Art aber auch in Spalten auf dem Meeresboden, in Höhlen oder unter Steinen.